# Абан (місяць)
Абан (перс. آبان) — восьмий місяць іранського календаря, складається з 30 днів і є другим осіннім місяцем. У григоріанському календарі відповідає 23 жовтня — 21 листопада.

## Етимологія
Більша частина місяців в іранському календарі носять імена зороастрійських язатів. Назва Абан походить від імені божества Абан, що з авестійської мови перекладається як Води.

## Свята
- 10 Абан — Свято Абанеган, свято імені Абан, свято осіннього врожаю
- 15 Абан — Свято середини осені

## Знаменні події і вшанування
- 7 Абан — День Кира II Великого
- 13 Абан — День студентів